# Le Cavalier de bronze (Falconet)
Pour les articles homonymes, voir Le Cavalier de bronze.

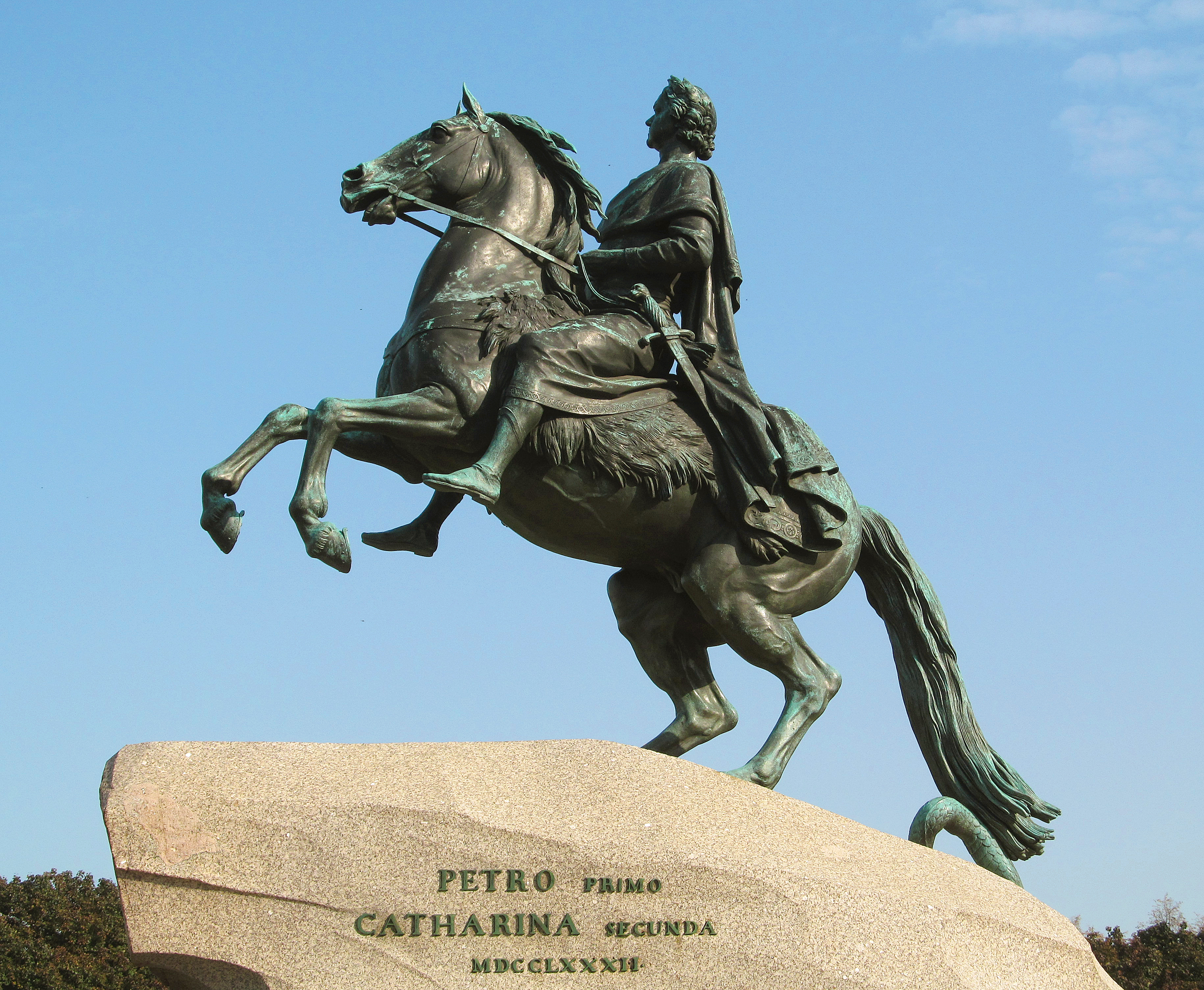
Côté avec les inscriptions latines :
PETRO PRIMO
CATHARINA SECUNDA
MDCCLXXXII.

Le Cavalier de bronze ou Le Cavalier d'airain (« Медный всадник » en russe) est une statue équestre monumentale de Pierre le Grand qui se trouve à Saint-Pétersbourg. C'est une commande de Catherine II de Russie à laquelle le sculpteur français Étienne Maurice Falconet travailla durant douze ans. La statue est érigée sur un monolithe de granite à peine travaillé, l'une des plus grosses pierres jamais déplacées par l'homme.

## La statue
La statue équestre de Pierre le Grand se dresse sur la place du Sénat (autrefois place des Décembristes). Elle fut inaugurée en 1782 par Catherine II, qui voulait ainsi honorer son illustre prédécesseur.

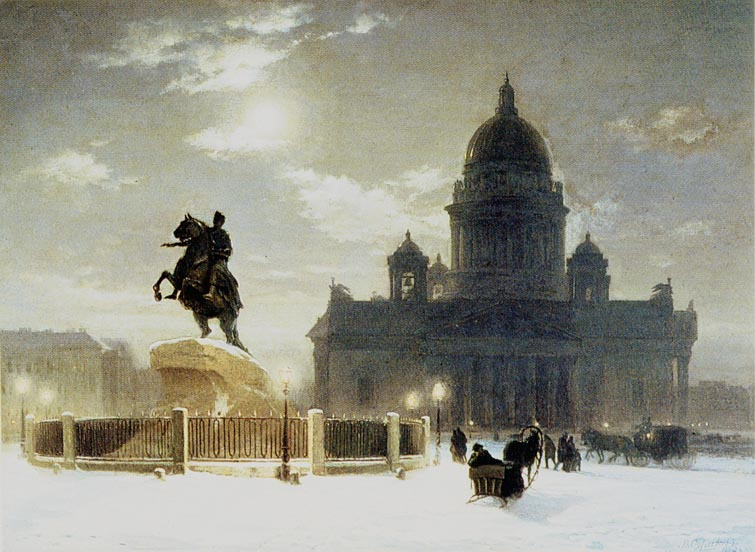
Le Cavalier de bronze, par Vassily Ivanovitch Sourikov.

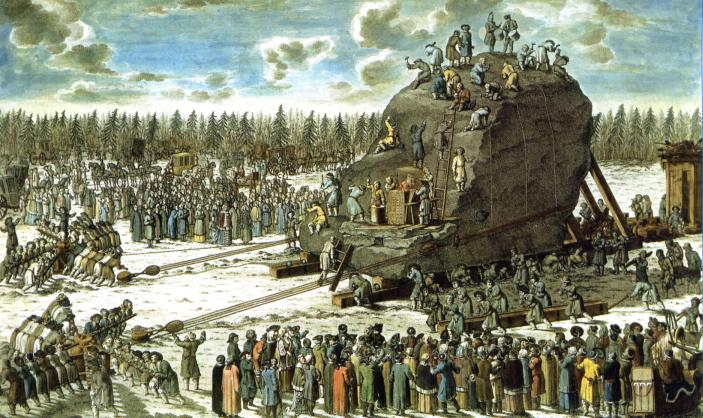
Le transport de la pierre Tonnerre en présence de la Grande Catherine. Gravure de I.F. Schley, d'après un dessin de Y.M. Felten. 1770.

Elle a été exécutée par le sculpteur Étienne Maurice Falconet (1716-1791), un ami de Diderot. Le visage de Pierre le Grand est l'œuvre de l'artiste Marie-Anne Collot, alors âgée de 18 ans, qui accompagnait Falconet, son maître, dans son voyage, en 1766. Elle modela le visage de Pierre d'après son masque mortuaire et divers portraits qu'elle trouva à Saint-Pétersbourg.

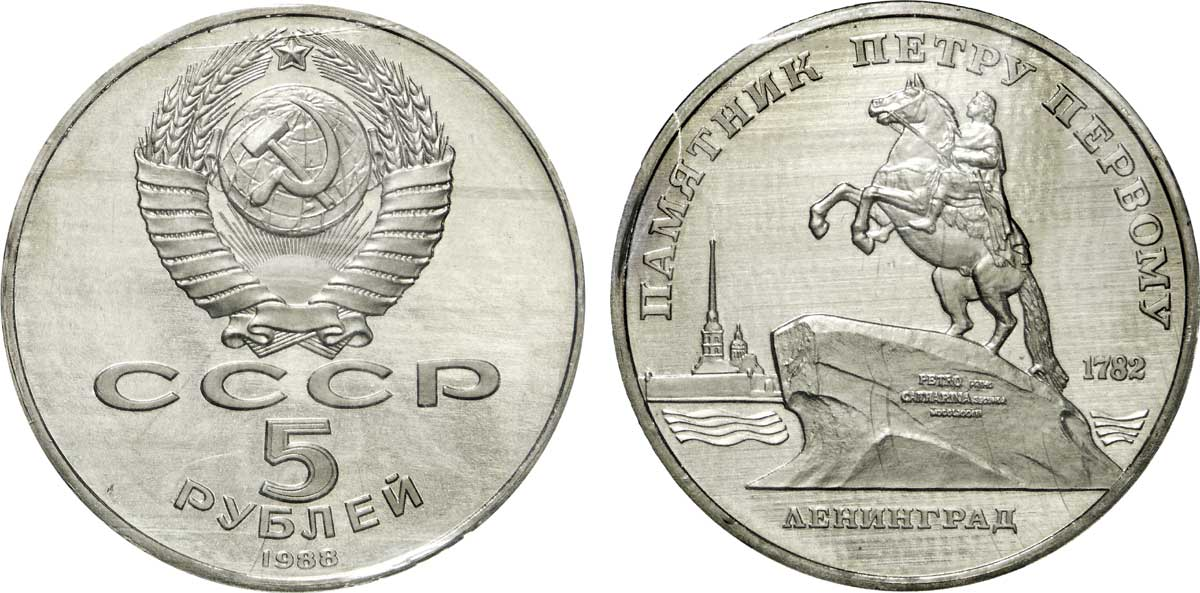
Médailles de 5 roubles en hommage à Pierre le Grand à Léningrad, 1988.

La statue fut fondue en 1775 chez le fondeur Yemelyan Khaïlov, en deux fois, à cause d'un accident de coulée. Elle fut achevée en 1777.
Le monument fut inauguré le 7 août 1782 par l'impératrice, sous les acclamations du peuple, mais sans l'artiste, rentré en France quatre ans plus tôt.
On y voit Pierre Ier, héros tout en mouvement, le doigt dressé vers la Neva, regardant vers l'Académie des sciences de Saint-Pétersbourg et la forteresse Pierre-et-Paul, son cheval terrassant le serpent de la trahison. Le sculpteur a voulu saisir l'instant où le cheval se cabre en haut du rocher escarpé.
Pendant la Seconde Guerre mondiale, le monument était recouvert de sacs de sable. De fait, durant les neuf cents jours du siège de Léningrad, la statue eut peu à souffrir des incessants pilonnages d’artillerie.

## Le mégalithe
Pour le socle, on trouva à Lakhta (en), aux environs de Saint-Pétersbourg, une grosse roche appelée « Гром-камень », « la pierre Tonnerre ». Enfoncé dans le sol marécageux, le bloc dut être dégagé à l’aide de grues et de cabestans. Puis il fut halé (6 km de déplacement terrestre) durant l’hiver sur le sol gelé, au moyen d’un traîneau métallique glissant sur des rails mobiles pourvus de sphères de 13,5 cm de diamètre, le tout en bronze. Ces travaux furent menés par l'ingénieur militaire Marin Carburi. Après un court transport maritime, le lourd monolithe arriva à destination en 1770 : l’événement fut commémoré par une médaille.
Ce serait « le plus gros monolithe jamais déplacé » : en 1882, à l'occasion du centenaire du monument, un article de La Nature donne les dimensions suivantes : 7 × 14 × 9 m, pour 1 500 tonnes,.

## Le poème
La statue équestre de Pierre le Grand a inspiré à Alexandre Pouchkine son célèbre poème Le Cavalier de bronze, Медный всадник (1833), dont l'action se déroule lors d'une des terribles crues de la Neva.